# Young Head
Das Young Head ist eine markante, felsige Landspitze in Form eines bis zu 350 m hohen Kliffs an der Shackleton-Küste in der antarktischen Ross Dependency. Es markiert die Nordseite der Einfahrt zur Beaumont Bay. 
Das Advisory Committee on Antarctic Names benannte es 1965 nach Chief Warrant Officer Victor Young, der als Gruppenmitglied des mobilen Aufbaubattalions der United States Navy im antarktischen Winter 1956 auf der Forschungsstation Little America V tätig war.